# Angina brzuszna
Angina brzuszna (łac. angina abdominalis) – zespół objawów chorobowych, charakteryzujący się silnymi bólami brzusznymi, mającymi charakter nawracający. Należy do chorób niedokrwiennych jelit.
W przypadku występowania zaawansowanej miażdżycy tętnicy krezkowej górnej lub pnia trzewnego dochodzi do przewlekłego niedokrwienia jelit. Objawia się ono silnymi bólami, często występującymi po posiłku. 
Występuje charakterystyczna triada objawów:
- ból brzucha występujący około 30 minut po posiłkach
- wyniszczenie, spowodowane powstrzymywaniem się od jedzenia
- uporczywa biegunka.

Inne dolegliwości to: uczucie szybkiej sytości, szmer naczyniowy słyszalny w nadbrzuszu, nudności, wymioty.
Często te bóle trudne do odróżnienia od bólów występujących w chorobie wieńcowej, jeśli mają charakter nawracający nazywa się anginą brzuszną. Zwykle niedokrwienie jest przejściowe, martwica występuje u 15% chorych.
Rozpoznanie stawia się na podstawie USG doplerowskiego. W przypadku niejednoznacznego wyniku stosuje się angiografię klasyczną, angio-TK, angio-MR.
Leczenie polega na wykonaniu zabiegów mających przywrócić prawidłowy przepływ przez zmienione naczynia (np. stentowanie, zespolenia omijające naczyń). W pierwszej kolejności stosuje się przezskórne leczenie wewnątrznaczyniowe, dopiero w razie niepowodzenia leczenie operacyjne. Leczenie przezskórne charakteryzuje duża skuteczność i mała ilość powikłań, choć liczba nawrotów jest większa niż po leczeniu operacyjnym.
Leczenie zachowawcze polega na stosowaniu:
- nitratów,
- kwasu acetylosalicylowego,
- leków przeciwbólowych.

## Klasyfikacja ICD10
| kod ICD10     | nazwa choroby                             |
| ------------- | ----------------------------------------- |
| ICD-10: K55   | Naczyniowe zaburzenia jelit               |
| ICD-10: K55.0 | Ostre naczyniowe zaburzenia jelit         |
| ICD-10: K55.1 | Przewlekłe naczyniowe zaburzenia jelit    |
| ICD-10: K55.2 | Angiodysplazja jelita grubego             |
| ICD-10: K55.8 | Inne naczyniowe zaburzenia jelit          |
| ICD-10: K55.9 | Naczyniowe zaburzenia jelit, nieokreślone |